# Silvares (Guimarães)
Silvares é uma povoação portuguesa sede da Freguesia de Silvares do Município de Guimarães, freguesia com 4,49 km² de área e 2 250 habitantes (censo de 2021), e, por isso, uma densidade populacional de 501,1 hab./km².

## Demografia
A população registada nos censos foi:
| Distribuição da População por Grupos Etários | Distribuição da População por Grupos Etários | Distribuição da População por Grupos Etários | Distribuição da População por Grupos Etários | Distribuição da População por Grupos Etários |
| -------------------------------------------- | -------------------------------------------- | -------------------------------------------- | -------------------------------------------- | -------------------------------------------- |
| Ano                                          | 0-14 Anos                                    | 15-24 Anos                                   | 25-64 Anos                                   | > 65 Anos                                    |
| 2001                                         | 501                                          | 415                                          | 1400                                         | 252                                          |
| 2011                                         | 370                                          | 285                                          | 1292                                         | 335                                          |
| 2021                                         | 260                                          | 262                                          | 1297                                         | 431                                          |